# دوره نخست
دورهٔ نخست یا دورهٔ نخست فرزندان ایلوواتار در مجموعه داستان‌های جی. آر. آر. تالکین عبارت است از دوره‌ای که بیشتر رویدادهای افسانه‌ای در آن آغاز می‌شود. بعدها نسخه‌هایی از این رویدادها در سیلماریلیون به چاپ رسید. آنچه در این دوران روی می‌دهد مقدمه‌ای است برای توضیح آنچه در ارباب حلقه‌ها رخ می‌دهد.

## خلاصه
طبق آنچه در سیلماریلیون توضیح داده شده، دورهٔ نخست با بالا آمدن خورشید آغاز می‌شود و در نهایت با سرنگونی مورگوت توسط سپاه والینور و بلریاند به پایان می‌رسد. این داستان دوره‌ای طولانی از سال‌های والیان و بعد ۵۹۰ سال خورشید را پوشش می‌دهد. در مجموع این دوره از ۴٬۹۰۲ تا ۶۵٬۳۹۰ سال خورشیدی را دربرمی‌گیرد.
تالکین در درجهٔ نخست داستان‌هایی که در بلریاند روی می‌دهد یا به زبان خودش «در شش سدهٔ آخر دورهٔ نخست» روی می‌دهد را توضیح می‌دهد. این رویدادها بر روی مجموعه‌ای از جنگ‌ها که میان سیندار، نولدور و سه خانهٔ ادین در برابر سپاهیان انگباند و انسان‌های پلید شرق روی می‌دهد، تمرکز دارد. جنگ‌ها در سال‌های درختان رخ می‌دهد اما تا رسیدن نولدور به برلیاند همچنان ادامه می‌یابد. در ابتدا الف‌ها بودند که در بلریاند با مورکوت می‌جنگیدند اما پس از آن نولدور بویژه پسران فئانور با هدف شکست مورگوت به آنها پیوستند.

## نبردها

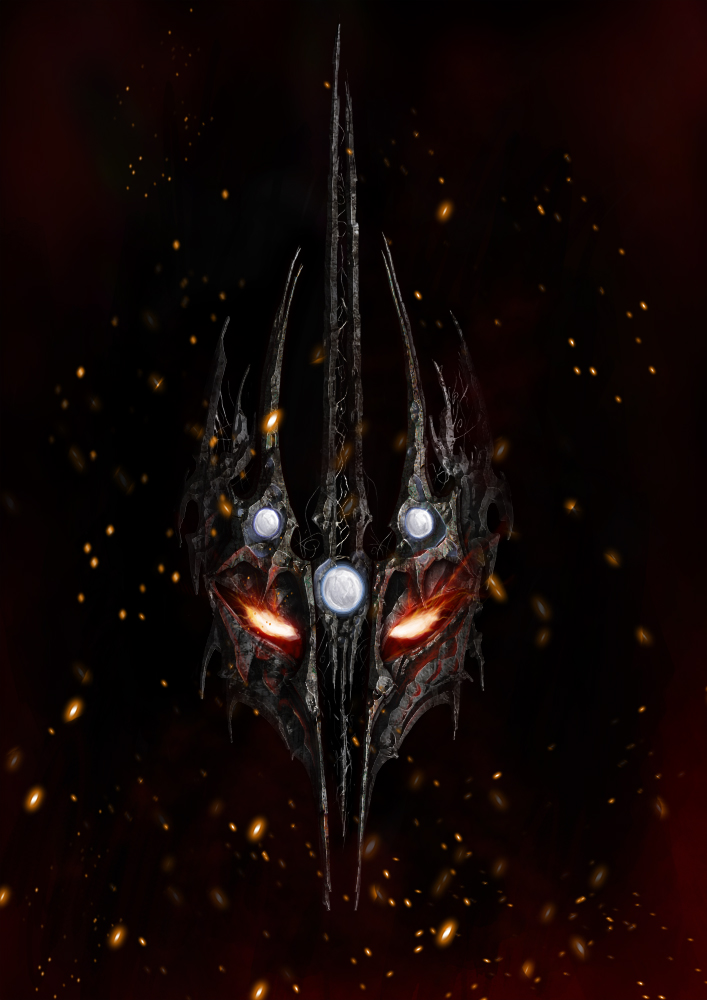
تصویر نقاشی شده از مورگوت

نبردهای اصلی در دورهٔ نخست به عبارت زیر است:
- نبرد نخست برلیاند، این نبرد پیش از بازگشت نولدور میان نیروهای سیندار و مورگوت روی می‌دهد. دنتور، شاه لایکوئندی در جریان این نبرد کشته شد. در اثر این رویداد لایکوئندی، جنگ را واگذار کرد پس از آن کمربند ملیان ایجاد شد تا دیوار حفاظتی دوریات باشد. شهرهای فالاس در سلطه ماند تا هنگامهٔ نبرد دَگُر-نوئین-گیلیات یا نبرد در زیر ستارگان
- دَگُر-نوئین-گیلیات (نبرد در زیر ستارگان، دلیل این نامگذاری این است که این نبرد در آسمان شب و پیش از بالا آمدن خورشید صورت گرفت) این نبرد خیلی زود پس از بازگشت نولدور اتفاق افتاد. در این نبرد مورکوت به خیمه‌های نولدور در هیتلوم شبیخون زد اما از سوی نیروهای الف به عقب رانده شد. فئانور در این نبرد کشته شد.
- دَگُر اَگلارِب (نبرد باشکوه) این نبرد نزدیک به ۶۰ سال پس از بازگشت نورلدور روی می‌دهد. مورگوت دوباره به نولدور یورش می‌برد و دوباره شکست می‌خورد. نولدور آنقدر جسارت می‌یابد که انگباند را محاصره می‌کند. البته این محاصره کار به جایی نمی‌برد چون شمال انگباند، ضلع شمالی ارد انگرین بود و عملاً دست نیافتنی.
- دَگُر براگُلاخ (نبرد شعلهٔ ناگهانی) هنگامی آغاز شد که مورگوت رودهای آتش را به بیرون از انگباند سرازیر کرد تا محاصرهٔ سپاهیان نولدور را از میان ببرد. نولدور کم‌کم توانست سپاهیانش را برای دفاع دور هم جمع کند اما جان‌های از دست رفته بسیار بودند. برای نمونه آرد-گالن یا ناحیهٔ سبز برای همیشه توسط رودهای آتش نابود شد. یا بلندی‌های دورتونیون که زیستگاه ادین بود غیرقابل سکونت شد.
- نیرنائت آرنوئدیاد (نبرد اشک‌های بیشمار) نخستین نبردی بود که نولدور آغازگر آن بود این نبرد با اتحاد میان الف‌ها، ادین، خانهٔ بور و اولفانگ و پسران فئانور صورت گرفت. الف‌ها و متحدانشان پیشروی خوبی تا انگباند داشتند اما مورگوت اجازه نداد نبرد طبق نقشه پیش رود، اولفانگ به دیگر متحدان خیانت کردند. نام «اشک‌های بیشمار» هم به از این رو انتخاب شده که الف‌ها آخرین امیدشان در پیروزی را ازدست می‌دهند و سرزمین هیتلوم از دست می‌رود. پسران فئانور از هم پراکنده شدند و بسیاری از مردمان بلریاند کشته شدند. اورک‌های مورگوت از کشته‌های الف‌ها پشته‌ها ساختند.
- نبرد خشم هنگامی روی داد که ائارندیل از راه دریا به والینور رفت و به دنبال والاها گشت تا به آنها کمک کند. والاها سپاهی از مایاها، وانیار و نولدورهایی که در والینور مانده بودند، فراهم کردند. تِلِری به دلیل توهینی که درگذشته از سوی نولدورهای بلریاند به آن‌ها شده بود، از همراهی سپاه سر باز زد اما پذیرفت که سپاهیان والاها با کشتی‌های معروف آنها به نبرد بروند. در این نبرد است که برای نخستین بار اژدهاهای بالدار بویژه آنکالاگون سیاه دیده می‌شوند اما کم‌کم والاها پیروز می‌شوند. مورگوت دستگیر شد و از آردا بیرون شد اما سرزمینش و بیشتر برلیاند در اثر جنگ به زیر آب دریا رفت و نابود شد.